# Umtshezi
Umtshezi (officieel Umtshezi Local Municipality) is een gemeente in het Zuid-Afrikaanse district Uthukela.
Umtshezi ligt in de provincie KwaZoeloe-Natal en telt 83.153 inwoners. Het gemeentebestuur is gevestigd in Escourt.

## Plaatsen in de gemeente
- Escourt
- Weenen